# Jamie Watson
Jamie Lovell Watson (Elm City, 23 febbraio 1972) è un ex cestista statunitense, professionista nella NBA, in Europa, Asia e Sudamerica.

## Carriera
È stato selezionato dagli Utah Jazz al secondo giro del Draft NBA 1994 (47ª scelta assoluta).

## Statistiche

### College
| Anno      | Squadra        | PG  | PT | MP   | TC%  | 3P%  | TL%  | RP  | AP  | PRP | SP  | PP   |
| --------- | -------------- | --- | -- | ---- | ---- | ---- | ---- | --- | --- | --- | --- | ---- |
| 1990-1991 | S.C. Gamecocks | 33  | 5  | 19,7 | 42,0 | 23,3 | 56,8 | 2,5 | 2,3 | 1,0 | 0,4 | 6,0  |
| 1991-1992 | S.C. Gamecocks | 28  | 25 | 29,6 | 44,0 | 20,8 | 52,4 | 4,5 | 2,9 | 1,3 | 0,4 | 7,5  |
| 1992-1993 | S.C. Gamecocks | 27  | 25 | 33,7 | 46,1 | 18,4 | 64,2 | 5,0 | 2,7 | 1,5 | 0,9 | 14,7 |
| 1993-1994 | S.C. Gamecocks | 27  | 27 | 34,2 | 45,9 | 29,6 | 67,4 | 7,0 | 2,4 | 1,6 | 0,4 | 18,1 |
| Carriera  | Carriera       | 115 | 82 | 28,8 | 45,0 | 24,8 | 63,0 | 4,7 | 2,6 | 1,3 | 0,5 | 11,3 |

### NBA

#### Regular Season
| Anno      | Squadra          | PG  | PT | MP   | TC%  | 3P%  | TL%  | RP  | AP  | PRP | SP  | PP  |
| --------- | ---------------- | --- | -- | ---- | ---- | ---- | ---- | --- | --- | --- | --- | --- |
| 1994-1995 | Utah Jazz        | 60  | 1  | 11,2 | 50,0 | 26,3 | 67,9 | 1,2 | 1,0 | 0,6 | 0,2 | 3,3 |
| 1995-1996 | Utah Jazz        | 16  | 0  | 13,6 | 41,9 | 42,9 | 69,2 | 1,7 | 1,5 | 0,5 | 0,1 | 3,0 |
| 1996-1997 | Utah Jazz        | 13  | 0  | 9,9  | 44,0 | 33,3 | 83,3 | 1,4 | 0,8 | 0,8 | 0,2 | 2,6 |
| 1996-1997 | Dallas Mavericks | 10  | 6  | 21,1 | 42,6 | 33,3 | 50,0 | 2,9 | 2,3 | 1,1 | 0,2 | 4,5 |
| 1998-1999 | Miami Heat       | 3   | 0  | 6,0  | 50,0 | -    | -    | 0,3 | 0,3 | 0,0 | 0,0 | 0,7 |
| Carriera  | Carriera         | 102 | 7  | 12,2 | 46,8 | 31,6 | 69,4 | 1,5 | 1,1 | 0,6 | 0,2 | 3,2 |

#### Playoffs
| Anno     | Squadra   | PG | PT | MP   | TC%  | 3P% | TL% | RP  | AP  | PRP | SP  | PP  |
| -------- | --------- | -- | -- | ---- | ---- | --- | --- | --- | --- | --- | --- | --- |
| 1995     | Utah Jazz | 5  | 0  | 11,4 | 66,7 | -   | -   | 0,2 | 0,6 | 0,4 | 0,2 | 2,4 |
| Carriera | Carriera  | 5  | 0  | 11,4 | 66,7 | -   | -   | 0,2 | 0,6 | 0,4 | 0,2 | 2,4 |